# Iki Ekeroma
Iki Ekeroma (ur. 28 marca 1989 w Vaitele) – samoański zapaśnik walczący w obu stylach. Trzynasty na igrzyskach wspólnoty narodów w 2010. Triumfator igrzysk Pacyfiku w 2007. Ośmiokrotny medalista mistrzostw Oceanii w latach 2007 - 2012.
Jego brat Laupule Ekeroma i kuzyn Saufoi Togia byli również zapaśnikami.